# Trym Nygaard Løken
Trym Nygaard Løken, né le 15 décembre 1993, est un télémarkeur norvégien.

## Biographie
Trym Nygaard Løken naît le 15 décembre 1993. À côté du télémark, il travaille comme menuisier. Avant le télémark, il a pratiqué le ski de fond et le biathlon.

## Carrière
Lors de la saison 2017-2018, il se blesse au bras en entrant en collision avec un canon à neige.
Lors de la saison 2019, il remporte le classement général et le globe de cristal du classique. Lors des championnats du monde de 2019 de Rjukan en Norvège, il remporte la médaille d'or du classique.
Lors des championnats du monde de 2021 à Melchsee-Frutt en Suisse, il remporte la médaille d'or du parallèle et la médaille d'argent du sprint.
Lors des championnats du monde de 2023 à Mürren en Suisse, il remporte la médaille d'or du parallèle et la médaille de bronze du classique.
Il est absent une partie de la saison 2023-2024 en raison d'un volvulus gastrique (en) ayant nécessité deux opérations,. Il revient à la compétition en fin de saison à Livigno.

## Palmarès

### Championnats du monde
- Championnats du monde 2019 à Rjukan (Norvège)
  -  Médaille d'or du classique.

- Championnats du monde 2021 à Melchsee-Frutt (Suisse)
  -  Médaille d'or du parallèle.
  -  Médaille d'argent du sprint.

- Championnats du monde 2023 à Mürren (Suisse)
  -  Médaille de bronze du classique.

### Coupe du monde

#### Résultats
- 63 podiums dont 18 victoires.